# Acanthopagrus chinshira
Acanthopagrus chinshira és una espècie de peix pertanyent a la família dels espàrids.

## Descripció
- Pot arribar a fer 20,4 cm de llargària màxima.
- 11 espines i 11 radis tous a l'aleta dorsal i 3 espines i 8 radis tous a l'anal.
- 24 vèrtebres.
- Aletes pèlviques i anal pàl·lides (grogues en vida).
- 4 fileres i mitja d'escates per damunt de la línia lateral.
- 46-49 escates (generalment, 47 o 48) a la línia lateral.
- 6 fileres d'escates a les galtes.
- A diferència d'altres espècies del mateix gènere, no presenta una taca difusa negra en l'origen de la línia lateral.[4][5]

## Hàbitat
És un peix marí, pelàgic-nerític i de clima temperat. Els joves, de menys de 10 cm de longitud, romanen a prop de la costa des de finals de la primavera fins a mitjans d'estiu.

## Distribució geogràfica
Es troba al Pacífic nord-occidental: Okinawa (el Japó), la costa nord-occidental de Taiwan i Hong Kong.

## Observacions
És inofensiu per als humans.